# Settecani
Settecani è una località posta tra i comuni di Castelnuovo Rangone, Castelvetro di Modena e Spilamberto, nella provincia di Modena.
La zona in cui sorge la frazione è nota per la produzione del Lambrusco Grasparossa di Castelvetro DOC.

## Origini del nome
L'origine del nome particolarissimo di questa località non è conosciuto, tuttavia una leggenda locale narra la storia di sette muratori che lavoravano in un cantiere e che questi, durante il passaggio di un corteo religioso, non solo non si fermarono di lavorare per rispetto della processione, ma iniziarono anche a bestemmiare: la punizione divina trasformò allora i sette blasfemi in sette cani. Ancora oggi sono scolpiti, sulla facciata della storica cantina del vino, i musi dei sette cani.

## Storia
Le prime testimonianze della località sono contenute in un documento risalente all'anno 1038 e conservato presso l'archivio dell'Abbazia di Nonantola in cui si fa riferimento ad alcuni appezzamenti situati in un luogo denominato septecanis ottenuti da Burningo del fu Leone. La medesima località è registrata come sede della corte di Castelvetro in altri documenti del 1161 e del XIII secolo.
Durante le guerre napoleoniche la frazione di Settecani fu sede di un presidio militare.
Fino al 1972 era presente la stazione di Settecani-Castelvetro sulla ferrovia Modena-Vignola, che aveva un binario di servizio fino allo scalo merci della cantina vinicola sociale.
Oggi questa ferrovia è diventata una ciclabile.
Nel marzo 2020 Settecani è soggetto di un evento particolare: dai rubinetti degli abitanti locali esce vino fuoriuscito da una produzione locale.

## Geografia antropica
Dal punto di vista amministrativo si tratta di tre frazioni che sorgono sul confine a T di tre comuni, ma da un punto di vista sociale la località di Settecani è sempre stata definita come un unico villaggio che conta circa 512 abitanti (di cui 303 in comune di Castelvetro di Modena, 188 in comune di Castelnuovo Rangone e 21 in comune di Spilamberto). Settecani è nota principalmente per i suoi due ristoranti, la cantina vinicola che produce il Lambrusco Grasparossa di Castelvetro DOC e il salumificio. Naturalmente, essendo divisa fra tre comuni, ha tre zone: la "bassa" (frazione di Castelnuovo Rangone), la zona di Castelvetro di Modena e la zona più vecchia, quella di Spilamberto, con la maggioranza di case abbandonate.
La zona castelnovese, detta "la bassa", è fatta perlopiù da case relativamente recenti. Era stata progettata qui una centrale a biomasse, ma a seguito di proteste da parte della popolazione locale la costruzione è stata bloccata e ora rimane solo la costruzione vuota. 
La zona di Castelvetro di Modena, che si sviluppa su via Modena e su via Fermi, conta un numero discreto di abitazioni, ma principalmente rappresenta il fulcro delle attività commerciali e industriali di questa frazione.